# Васильев вечер
Васи́льев ве́чер (канун Нового года в славянской традиции) — день народного календаря у славян, приходящийся на 31 декабря (13 января). У белорусов и украинцев более известен как Щедрый вечер или Щедрец; в Поволжье, центральных и некоторых южных областях России (Тверская, Ярославская, Московская, Тульская, Рязанская, Нижегородская, Оренбургская, частично — Воронежская, Белгородская и Курская) был известен как Овсень, у болгар — Сурва. У славян-католиков канун Нового года называется День Святого Сильвестра. Название «Васильев вечер» происходит от имени святого Василия Великого.

## Другие названия
рус. Маланья, Маланка, День святой Мелании, Васильева коляда, Щедрый вечер, Василь-вечер, Васильевская ночь, Васильева кутья, Богатый вечер, Богатая кутья, Щедрец, Овсень, Авсень, Порезуха; укр. День Маланки, День Василя, Обрізання; бел. Жирная кутья, Щедруха, Меланьи-желудочницы, Маланья толстая, Каза, Конікі, Сільвестр, Шчодрая куцця, Багатая куцця, Васільеўская Каляда, Щедрец, Багаты вечар, Шчодрык, Язэп, Давыд, Якуб, Малання; полес. Шчодры вечар Куготы, Гаготы, Агатуха; болг. Сурваки, Васил вечер; ю.-серб. и макед. Сурва, серб. Сировари; пол. Szczodry wieczór, Tłusta wilija, Sylivester; сил. Starý Rok, Wigilja Nowego Roku; словац. Sylvester.

## Обряды
Специальным блюдом Васильева вечера был поросёнок, который символизировал плодородие земли и плодовитость скота в наступающем году. В Васильев вечер ели всё самое лучшее, что было в доме и что заготовлялось заранее: пироги, колбасу, мясо, блины, кутью, кашу, пили пиво, вино, водку и т. д. И. П. Калинский пишет:

В северо-западной Руси Васильев вечер носит название Жирной кутьи или Щедрухи, также от щедрого угощения мясом и жирными блюдами. Васильевым вечером русский народ повсеместно проводит старый год и старается как можно веселее встретить наступление нового в том убеждении, что он пройдёт счастливо.

Это подтверждается материалами Алексея Алексеевича Макаренко из Сибири:

В Новый год одеть хорошую, новую одежду — будешь хорошо одеваться круглый год, сытно будешь есть весь год, если в Новый год приготовишь много вкусных «еств» (кушаний). Деньги не дают в этот день, чтобы не испытывать недостатка в них в течение года: наоборот — получать деньги можно, это — к прибыли.

Неумеренность под новый год объясняется поверьем, будто обилие еды в первый день нового года обеспечивает прибыток в хозяйстве на весь год. Стремление к обильной еде под новый год объясняется так называемой «магией первого дня».
В некоторых местах в этот день колядавали с особыми песнями:
Ходит Илья

На Василья,

Носит пугу

Житяную.

Де замахне,

Жито росте.

Житу пшеницю,

Всяку пашницю,

У поле ядро,

А в доме добро.

## Овсень
В Поволжье, средних и некоторых южных областях России (Тверская, Ярославская, Московская, Тульская, Рязанская, Нижегородская, Оренбургская, частично — Воронежская, Белгородская и Курская) был известен русский новогодний обходной обряд овсеньканье.
Одна из особенностей исполнения песен-овсеней — форсированный звук, громкий крик. По некоторым свидетельствам, усень — не песня, усень кричат (Розов, рукоп.). При обращении к хозяевам дома участники обхода обычно спрашивали разрешения: «Авсень кликать?», «Можно ли овсень кликать?», а те отвечали: «Кличьтя!» Это же выражение зафиксировано в церковных источниках XVII в., осуждавших московский обычай «в навечери Рождества Христова кликать коледы и усени».
Если русские колядки обычно имеют вид обобщённых величаний, адресованных всей семье в целом, то овсеневые песни часто исполнялись индивидуально, каждому члену семьи в отдельности. Наиболее значимые (призванные обеспечить благополучие дому и семье) овсени исполнялись хозяину и его старшим сыновьям. В цикле овсеневых песен, кроме величаний, фигурировали и особые кумулятивные тексты вопросно-ответной структуры, содержание которых не связано с поздравительной темой. Заключительная часть овсеней (как и всех других обходных песен) — просьба одарить исполнителей.

## Щедрый вечер

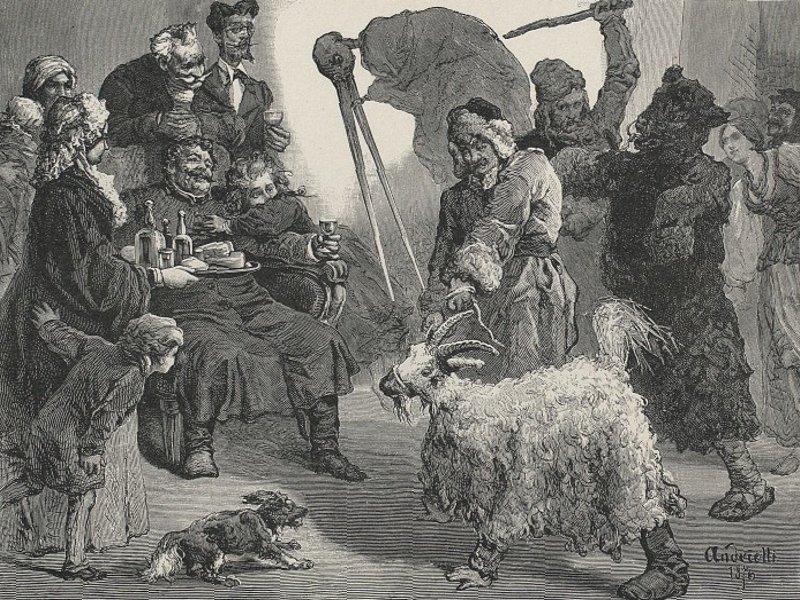
М. Андриолли. «Вождение козы» в барском имении

У восточных славян начало Щедрой недели, или Богатой Коляды. В Западном Полесье этот вечер назывался Куготы, Гаготы или Агатуха. Происхождение такого названия связано с обрядом: бросали в колодец кашу — тогда же гадали и кричали в колодец: «Ку-гу-гу!». По другим данным «Агатуха» происходит от глагола «гагатать» (веселиться, смеяться). С щедрым вечером связано много запретов, поверий и гаданий о будущем замужестве.
Обрядовый предновогодний ужин отличался богатством блюд и их скоромностью. В Белоруссии хозяин приглашал за стол: «Мороз, иди кутью есть. А летом не бывай, хвостом не виляй, а то буду пугой сечь». Праздничное застолье также называли «кутьёй святого козлика».
Щедровали под окнами и в домах, где славили хозяев. Водили «козу» («кобылку», «вола», «тура», «медведя», «журавля») и пели песни, главной из которых являлась «Го-го-го, коза».
Щедровные песни отличались от рождественских в основном рефреном. В некоторых районах белорусы ходили по домам со «Щедрой» — нарядной девушкой, а украинцы — с «Василём» и «Маланкой».

## Сербские традиции
На юго-востоке Сербии существовал обычай «Сыровары» (серб. Сировари), названный по двусловью — «Сирово-борово». Название обряда вероятно схоже с названием новогоднего обхода, который проводился в македонских и болгарских регионах (сурвакане). Накануне Старого Нового года ряженые посещают сельские дворы. В отличие от рождественских колядарей, они не надевают маски.
Как правило, парни-сыровары рядились «невестой» (бабой), «женихом» и другими лицами свадебной процессии (дед, свекровь, сваты). Как и в других обрядах, имитирующих свадьбу, «невеста» носила «ребёнка», сделанного из тряпок или дерева, и искала в каждом доме его отца. Сама игра была насыщена эротическими элементами (например, парня, переодетого в «невесту», пытаются ущипнуть). Участники процессии стучат палками, звенят и создают большой шум, чтобы отогнать нечистую силу («караконцуле»), которая была особенно активна в «некрещёные дни» (до Крещения) и считали, что она могла навредить людям, скоту.

## Болгарские традиции

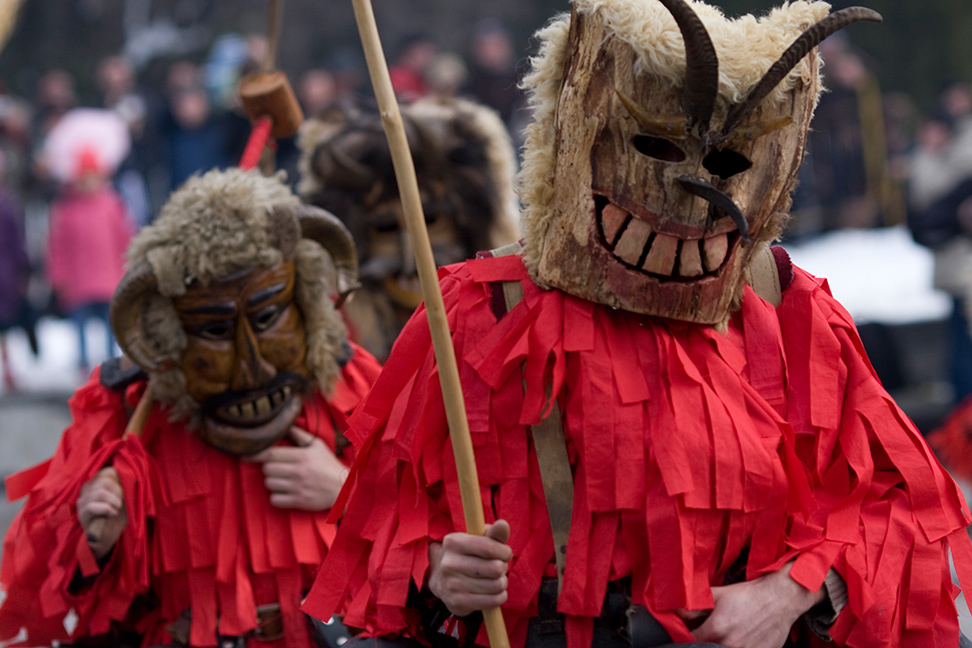
Маски сурвакаров. Международный фестиваль маскарадных игр «Сурва»

В Болгарии после полуночи и до рассвета начинался обряд сурвакане — новогоднего колядования. Символом обряда была украшенная ветка кизила — сурвачка. Ветка для изготовления сурвачки должна была быть свежесрезанной, пока она ещё «сырая», то есть пока ещё не высохла и хранит в себе жизненные силы природы. Сурвакары били этими ветками по спине каждого в доме, начиная с самого старшего, и домашних животных, приговаривая добрые величания и пожелания.
В юго-западной Болгарии новогодние дружины парней и молодых женатых мужчин устраивали новогодние пляски в своеобразных обрядовых костюмах и причудливых масках из дерева, перьев и меха. Наиболее старинными считаются маски, изображающие барана, козла или быка. В ночь под Новый год или в первое январское утро мужчины надевали свои страшные маски и костюмы и выходили на ритуальный обход по домам, неся с собой благословение и пожелания о здоровье, удаче, плодородии и благоденствии каждой семье. Обряд имел свойства маскарадной процессии, с эротическими элементами, анекдотами и забавами. Встречаются имитации «свадьбы», с играми, сценами «убийства» и «воскрешения». Под конец собирались на площади в центре села и там продолжали свои буйные танцы и игры до самого вечера.

## У западных славян

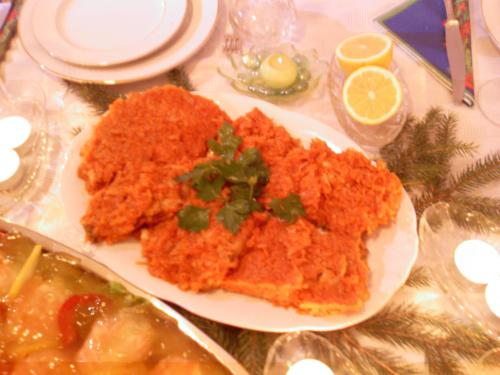
Рыба по-гречески. Традиционное блюдо польской кухни, часто подаваемое к рождественскому столу

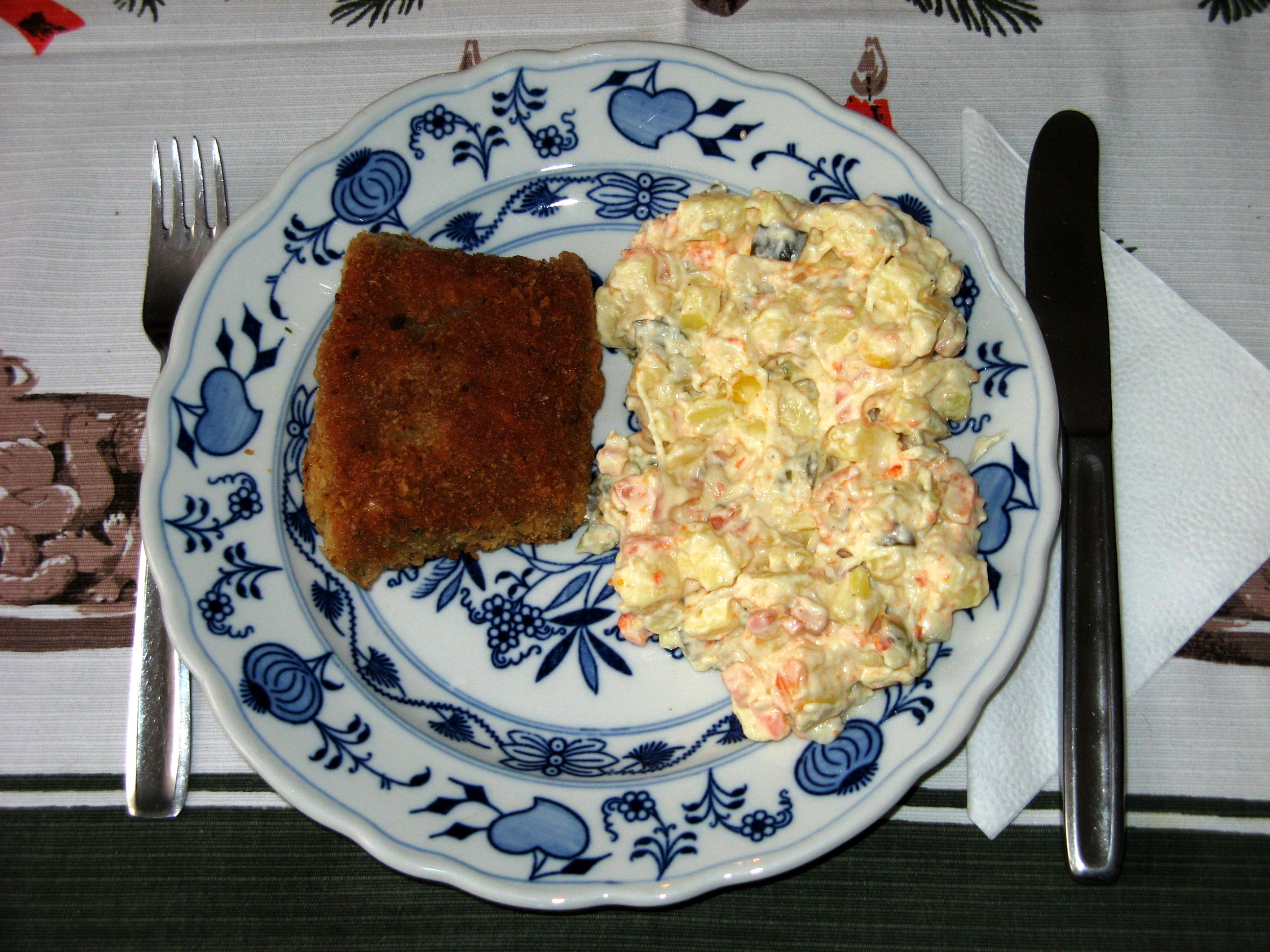
Чешский традиционный рождественский ужин — жареный карп с картофельным салатом

У западных славян новый год совпадает с днём святого Сильвестра (у лужичан Новый год — Nowe leto). Сочельник Нового года у поляков называется «щчодры вечур» (пол. szczodry wieczor — щедрый вечер), в противоположность чехам и словакам, у которых «штедрым» (словац. Štedrý deň, Štedrý večer) зовётся Рождественский сочельник.
В восточной Мазовии канун Нового года называют также «жирным сочельником» — (пол. tlusta wilija), потому что в этот день едят много жирной пищи и обязательным блюдом на столе является лемеха (пол. lemiecha) — похлебка из пшеничной муки, сваренной на воде. Лемеху подавали густо политой жиром, чтобы «телята были толстыми». Девушки мазали головы друг другу на благополучную жизнь. В некоторых сёлах девочки ходили с лемехой по соседям и ею мазали им руки, с пожеланиями: «Дай бог, чтобы дождались счастливого следующего года». Парни мазали окна лемехой с сажей и пеплом, причём в первую очередь в тех домах, где есть девушки на выданье.
В польском Поморье совершалось «выщелкивание» (пол. wytraskiwanie) старого года: по деревне ходили конюхи и щёлкали кнутом перед усадьбой помещика, перед домом управляющего и приходского священника. За это они получали деньги, на которые устраивали пирушку.
В Польше вечером тем хозяевам, которые не заперли инвентарь, парни закидывали на крыши домов бороны, плуги, части телег. Сельские дворы обходили ряженые: «еврей», «дед», «цыган», «аист», «медведь» и другие персонажи. «Дед», придя к девушкам на подрядухи, старался засунуть кость в их пряжу. Считалось, что такая девушка может остаться старой девой. Приход ряженых заканчивался угощением в складчину и танцами.
Гадания под Новый год были особенно популярны и разнообразны. Так, в восточной Мазовии девушка, чтобы увидеть будущего жениха, должна была залезть на чердак и обежать три раза печную трубу. Многие боялись этого гаданья, так как думали, что может показаться и дьявол, наряженный мужчиной. Для того чтобы избежать встречи с ним, девушка раздевалась на чердаке, мылась и тогда уже трижды обегала дымоход против солнца.
У словаков в Сильвестров день сельские дома обходила «куриная баба» (словац. kuriná baba) — мужчина, одетый в женское платье, на голове у него была соломенная корона с колокольчиком, вплетенным в середину. Его спутник был одет в платье из соломы и кожух, перевязанный перевяслом. Солому от этих нарядов в каждом доме понемногу отрывали и клали в гнездо курам для того, чтобы они хорошо неслись в предстоящем году.

## Поговорки и приметы
- Свинку да боровка для Васильева вечерка (костром.)[29][4][1].
- Васильева ночь звездиста — к урожаю ягод[29].
- На Васильев вечер ведьмы скрадывают месяц (Южн.)[29].
- Садоводы в полночь встряхивают яблони, для урожая (Пенз.)[29].
- Какая погода перед Новым годом — такая будет и перед Петром[30].